# Norma Bale
Norma Bale, slovenska pisateljica, * 1972

## Življenje in delo
Po poklicu je profesorica slovenščine in nemščine, zaposlena kot direktorica Zavoda za kulturo, turizem in promocijo Gornja Radgona in profesorica slovenskega jezika na gimnaziji BORG in šoli i:HTL v Bad Radkersburgu. Na pobudo Kulturnega društva člen 7 za avstrijsko Štajersko in na priporočilo Pedagoške fakultete Maribor ter v pristojnosti avstrijskega ministrstva za šolstvo je organizirala pouk slovenskega jezika na šolah na avstrijskem Štajerskem. V pomurskem prostoru je aktivno prisotna v kulturnem življenju kot moderatorka in organizatorka prireditev ter voditeljica literarnih večerov.